# Campugnan
Campugnan – miejscowość i gmina we Francji, w regionie Nowa Akwitania, w departamencie Żyronda.
Według danych na rok 1990 gminę zamieszkiwało 427 osób, a gęstość zaludnienia wynosiła 69 osób/km² (wśród 2290 gmin Akwitanii Campugnan plasuje się na 769. miejscu pod względem liczby ludności, natomiast pod względem powierzchni na miejscu 1344.).